# Handelshögskolans jubileumsprofessur i finansiell ekonomi

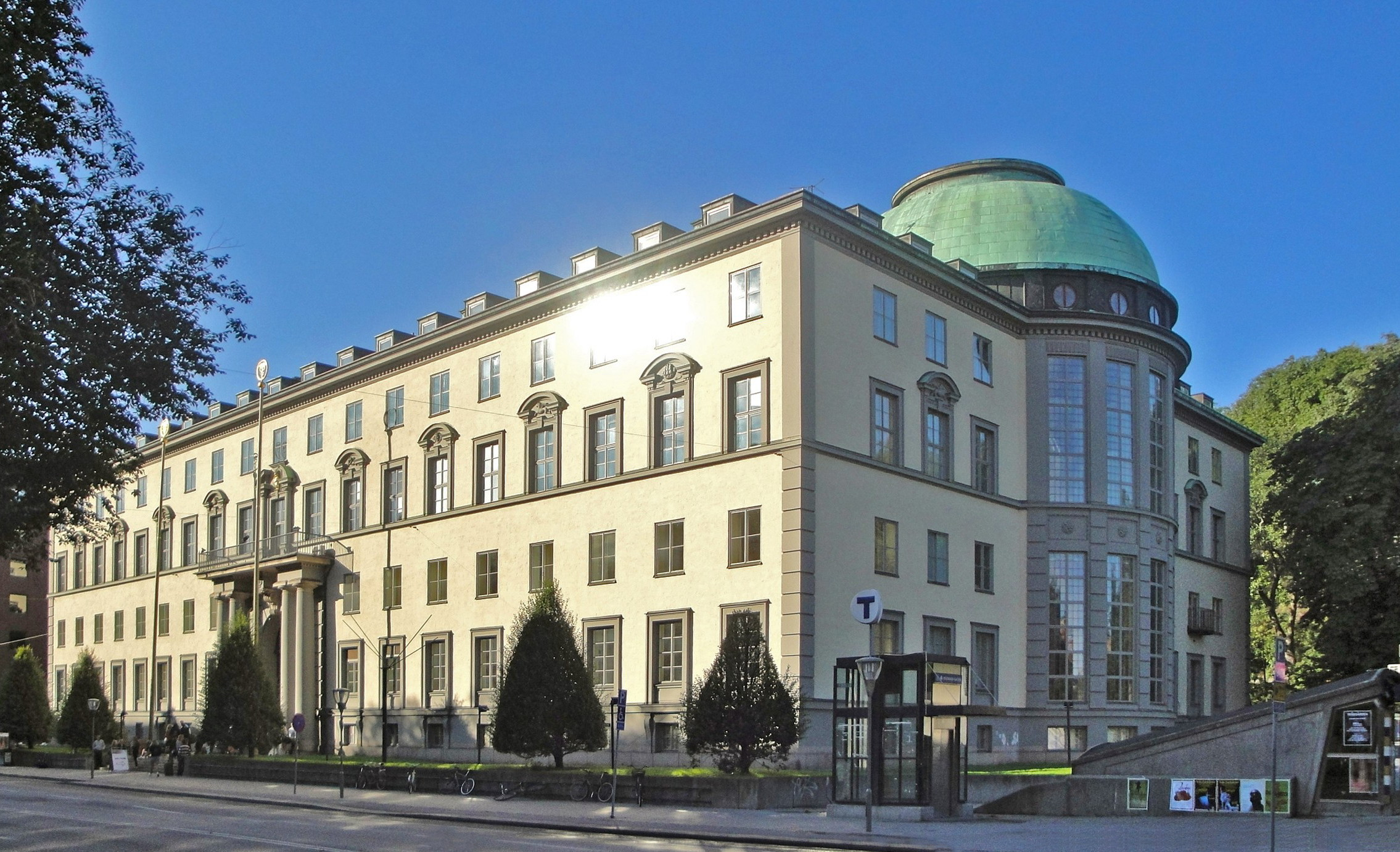
Handelshögskolans jubileumsprofessur i finansiell ekonomi är en donationsprofessur vid Handelshögskolan i Stockholm

Handelshögskolans jubileumsprofessur i finansiell ekonomi med särskild inriktning mot riskkapital är en donationsprofessur i finansiell ekonomi vid Handelshögskolan i Stockholm. Professuren inrättades år 2011 genom en donation om 42 miljoner kronor från företag och privatpersoner med anknytning till den finansiella sektorn. Nuvarande innehavare är professor Per Strömberg vid Handelshögskolan i Stockholm.
Satsningen på professuren i finansiell ekonomi är knuten till Handelshögskolan i Stockholms insamlingskampanj som lanserades i samband med högskolans hundraårsjubileeum 2009. Handelshögskolans rektor Lars Bergman sa, vid professurens inrättande 2011, ”Finansiell ekonomi är ett mycket viktigt område för Handelshögskolan och för den svenska ekonomin, det är därför oerhört glädjande att vi kan stärka forskningen ytterligare genom att inrätta denna professur”.
Bland donatorerna märks främst EQT Partners, IK Investment Partners och Nordic Capital. Även Altor Equity Partners, Deloitte, Goldman Sachs, Karnell, Mannheimer Swartling, Segulah och Vinge har ställt sig bakom professuren. Ett antal personer har även engagerat sig privat för professuren, däribland Björn Savén, Gunnar Walstam och Gustav Öhman.

## Innehavare
1. Per Strömberg[1][2][3] 2011-